# Ricardo Kleinbaum
Ricardo Kleinbaum (né Ricardo Kleinbaum Gilbert le 23 avril 1972 à Mexico), est un acteur mexicain. Il commence des études théâtrales au Collège Maguen David et à partir de l'an 2000, il se concentre exclusivement au métier d'acteur.

## Carrière
De 1993 à 1996 il fréquente le centre d'éducation artistique (C.E.A.). En même temps il participe à de nombreux ateliers avec Patricia Reyes Spindola, avec le professeur Jose Caballero, avec Luis de Tavira, ainsi qu'avec plusieurs diplômés de l'Actors Studio de Los Ángeles. Puis il rejoint l'équipe des Productions Gilbert (actuellement O.C.E.S.A.) comme assistant de producteur au côté de Morris Gilbert. Il fait une incursion aussi dans le domaine de la publicité.
Ses compétences concernent la comédie, la danse, l'improvisation, la magie, le chant, la réalisation et le doublage de voix.
Il participe en tant qu'acteur et producteur à un des films les plus célèbres du cinéma mexicain, No Eres Tu Soy Yo, distribué par Warner Brothers,puis à La Otra Familia distribué par la FOX, ensuite au film Tlatelolco dirigé par le directeur Carlos Bolado où il interprète Luis Echeverría.
Il reçoit le titre de "Patrón Platino" du Festival du Cinéma Juif 4 années consécutives.

## Filmographie

### Telenovelas
- 1987 : Senda de gloria : Obispo Pascual Díaz
- 2004 : Amy la niña de la mochila azul : Mauro
- 2005 : La madrastra : Contador González
- 2007 : Destilando amor : Lic. Juárez
- 2008 : Fuego en la sangre : Lic. Martínez
- 2009-2010 : Corazón salvaje : Philip
- 2010-2011 : Triunfo del amor : Óscar
- 2012-2013 : Porque el amor manda : Malvino
- 2013 : La tempestad : Dragón
- 2013-2014 : De que te quiero, te quiero : Gino Ricci
- 2013-2014 : Lo que la vida me robó : Samuel Barajas
- 2014 : Hasta el fin del mundo : Directeur du centre commercial
- 2014-2015 : Tierra de reyes : Ulises Matamoros
- 2017 : Mariposa de Barrio : Esteban Loaiza

## Théâtre
- Las Brujas de Salem : John Proctor
- Master Class : Terence
- Todos tenemos problemas sexuales : Angel
- Espíritus: Alma del actor
- Marvel : Antonio Wash
- Las muchas muertes de Danny Rosales